# Radzieckie czołgi zdobyczne w okresie II wojny światowej

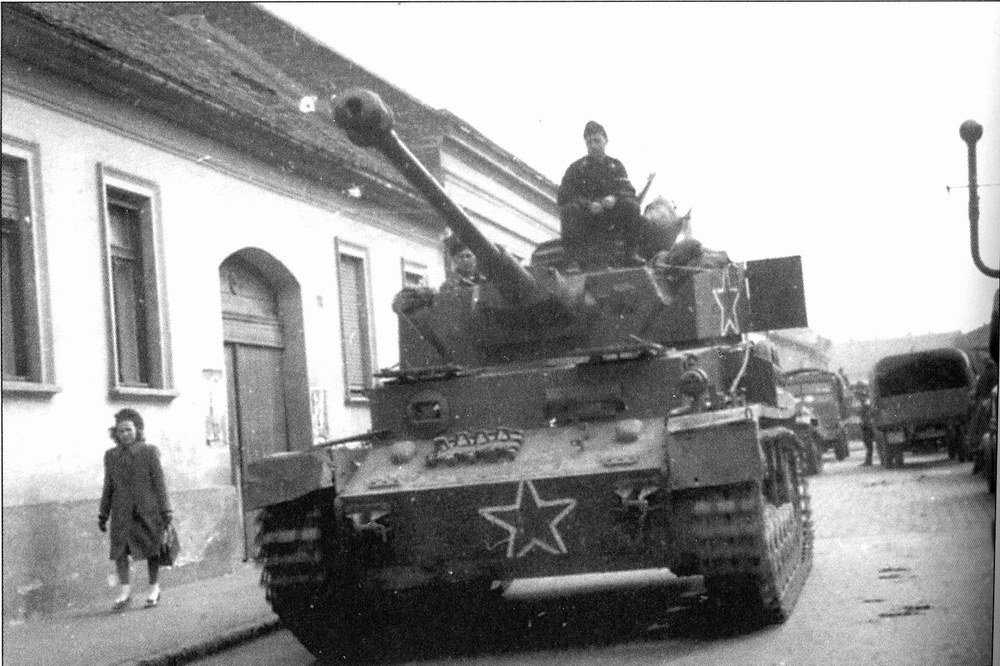
Czołgiści Armii Czerwonej z czołgiem PzKpfw IV

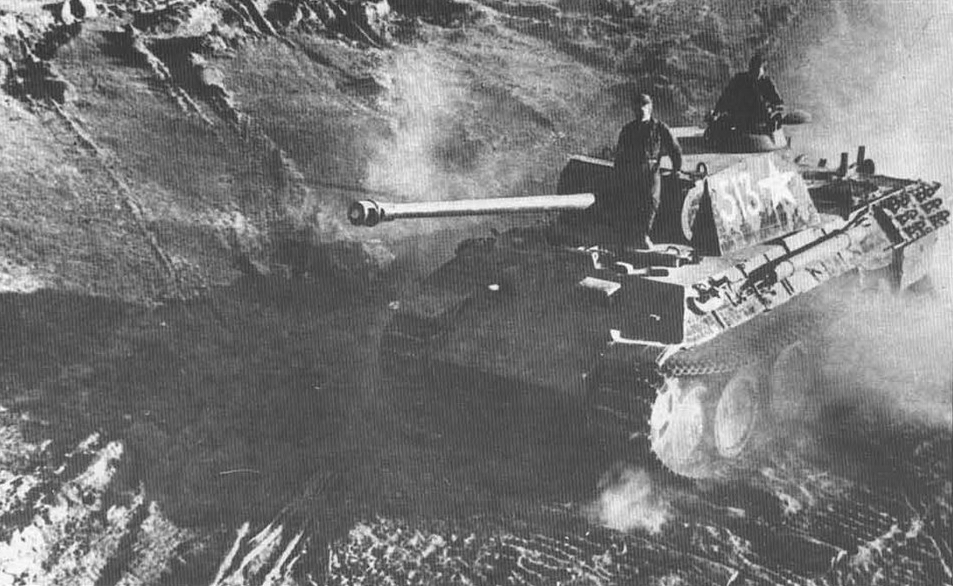
„Pantera” z czołgistami radzieckimi

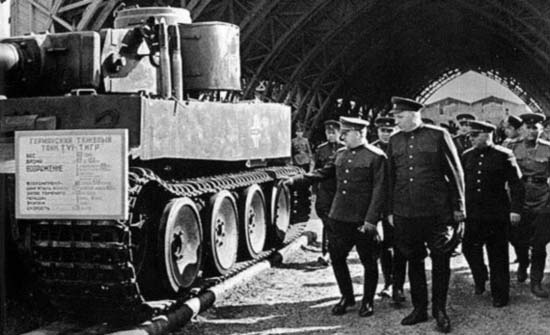
Marszałek Gieorgij Żukow ogląda zdobycznego „Tygrysa”

Radzieckie czołgi zdobyczne w okresie II wojny światowej – czołgi zdobyte, a następnie użytkowane przez jednostki pancerne i zmechanizowane Armii Czerwonej na froncie wschodnim II wojny światowej w latach 1941–1945.
W czasie wojny Armia Czerwona używała radzieckiego sprzętu, wozów bojowych i samochodów dostarczanych w ramach amerykańskiej ustawy Lend-Lease Act oraz sprzętu zdobycznego państw Osi i produkowanego przez Niemców w państwach okupowanych.
Lista czołgów zdobycznych użytkowanych przez Armię Czerwoną w czasie II wojny światowej:
 III Rzesza
- PzKpfw I
- PzKpfw II
- PzKpfw III
- PzKpfw IV
- PzKpfw V
- PzKpfw VI
- PzKpfw 35(t)
- PzKpfw 38(t)

 Francja
- Hotchkiss H-35
- Renault R-35

 Rumunia
- R-1

 Węgry
- 38.M Toldi I
- 38.M Toldi II
- 40.M Turán I
- 41.M Turán II